# Конькобежец (картина)
«Конькобежец» (англ. The Skater) — картина американского художника Гилберта Стюарта, написанная им в 1782 году.
Стюарт, переехавший в Лондон накануне американской революции, быстро завоевал популярность в качестве умелого портретиста. Однажды к нему поступил заказ на написание портрета во весь рост от барристера Уильяма Гранта, выходца из Шотландии. Недолго думая он принял заказ, и, благодаря стечению обстоятельств, избрал фоном для портрета ледяной каток на озере в Гайд-парке с видом на Вестминстерское аббатство. Катание на коньках было чрезвычайно популярно среди представителей всех социальных классов Великобритании, в особенности у аристократии. При взгляде на полотно складывается ощущение того, что Грант будто и сейчас движется на коньках по льду замёрзшего озера посреди зимнего и унылого пейзажа, являясь самым живым персонажем произведения. При этом некоторые критики видят в композиционных особенностях портрета кисти Стюарта схожесть с полотнами других художников, а также проекцию его собственных психологических недугов. Работа отличалась художественной смелостью, оригинальностью и необычностью выбора темы, ввиду чего она пользовалась необычайным успехом на Королевской выставке 1782 года. Картина передавалась по наследству в семье Гранта и в 1950 году была продана его потомками в Национальную галерею искусства в Вашингтоне, где и находится в настоящее время, регулярно выезжая на выставки.

## История

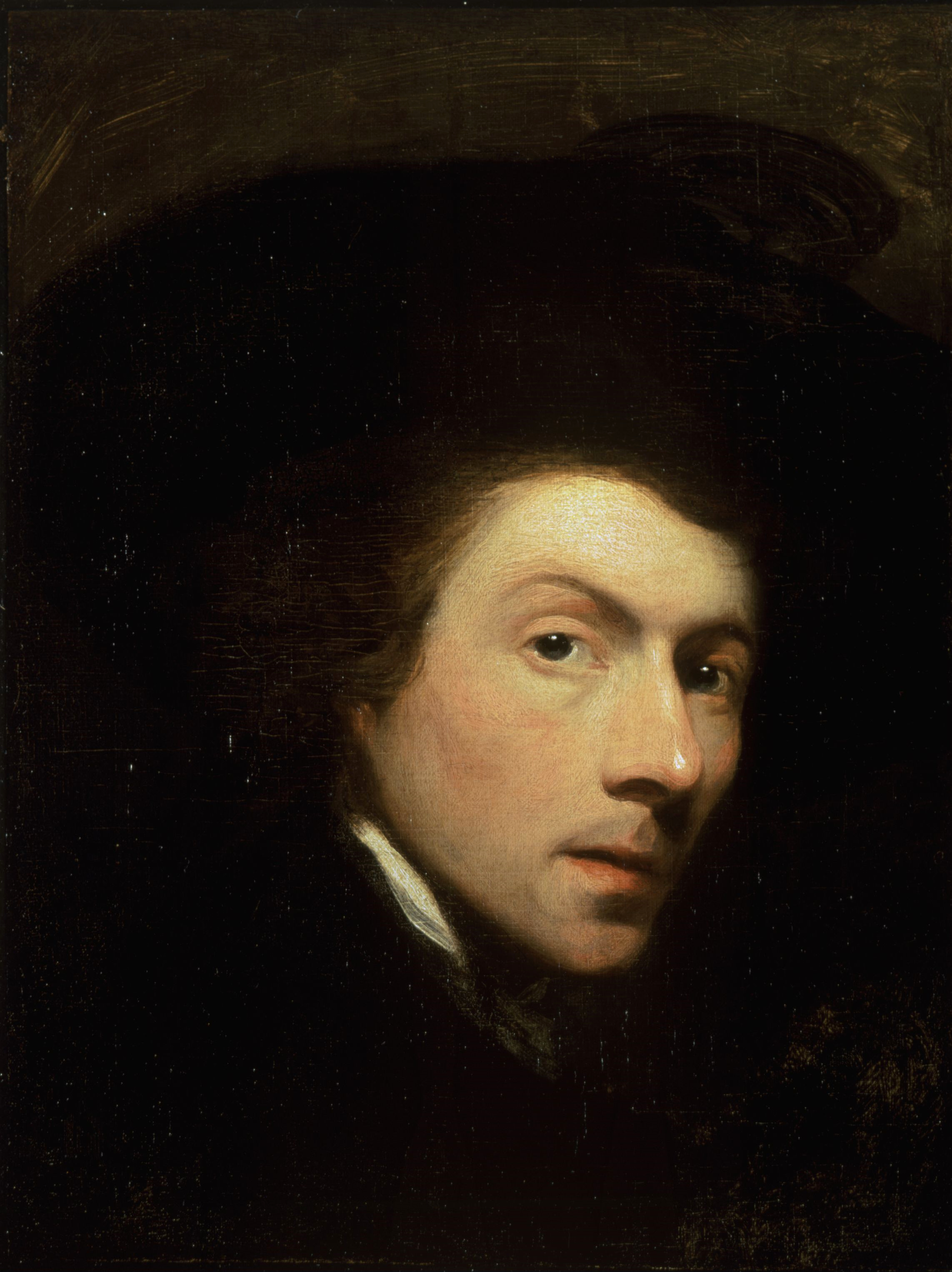
Гилберт Стюарт, автопортрет, 1778 год

Гилберт Стюарт (1755—1828) был выдающимся портретистом Соединённых Штатов Америки. Он объединил в себе талант к реалистическому изображению людей со способностью интерпретировать их индивидуальность при помощи выбора позы, цвета и стиля одежды, а также окружающей среды. Стюарт привнёс в Америку свободный «шероховатый» стиль живописи, использовавшийся многими известными художниками Европы конца XVIII века. На своих полотнах он изображал юристов, политиков, дипломатов, представителей коренных народов, их жён и детей. Среди натурщиков Стюарта значились многие известные американцы, среди которых были пять первых президентов США, их советники, семьи и почитатели. Прежде всего он стал известен своими многочисленными портретами Джорджа Вашингтона. Стюарт был стойко уверен в том, что успех портрета среди зрителей зависит не только от детального воспроизведения облика натурщика, но и от отображения черт его характера. Показателем популярности Стюарта является то, что в течение своей долгой карьеры он написал более тысячи портретов (за исключением копий изображений Вашингтона), а также количество копий его работ, созданных его учениками и художниками.
В 1775 году, накануне американской революции, Гилберт Стюарт покинул свой дом и подался в Лондон, где по причине отсутствия связей и друзей стал органистом в церкви Св. Екатерины, где получал скромную зарплату в размере 150 фунтов стерлингов в год. В 1777 году он наконец записался в подмастерья к Бенджамину Уэсту — первому американскому художнику, получившему известность в Европе и ставшему придворным живописцем короля Георга III. Под влиянием Бенджамина Уэста, а также Томаса Гейнсборо и Джошуа Рейнолдса, Стюарт кардинально изменил свой художественный метод, став более «английским» художником и перейдя к более сложным сочетаниям цвета, свободной манере письма и экспериментам с новаторскими композиционными решениями. К 1781 году Стюарт достиг такого уровня мастерства, что сам Уэст согласился позировать для портрета его кисти, и в том же году картина была благосклонно принята на выставке Королевской академии, в которой Стюарт непрестанно выставлялся в период с 1777 по 1785 год. Тогда же к нему с заказом на портрет самого себя во весь рост обратился 32-летний барристер Уильям Грант (1750—1821), хорошо устроившийся в Лондоне молодой шотландец из Конгалтона (Ист-Лотиан, недалеко от Эдинбурга). К тому времени Стюарт ещё не очень хорошо освоил написание человека во весь рост, ввиду чего два его предыдущих заказа такого же типа не удались. Однако, воодушевлённый недавним успехом в Королевской академии, он согласился выполнить заказ Гранта.

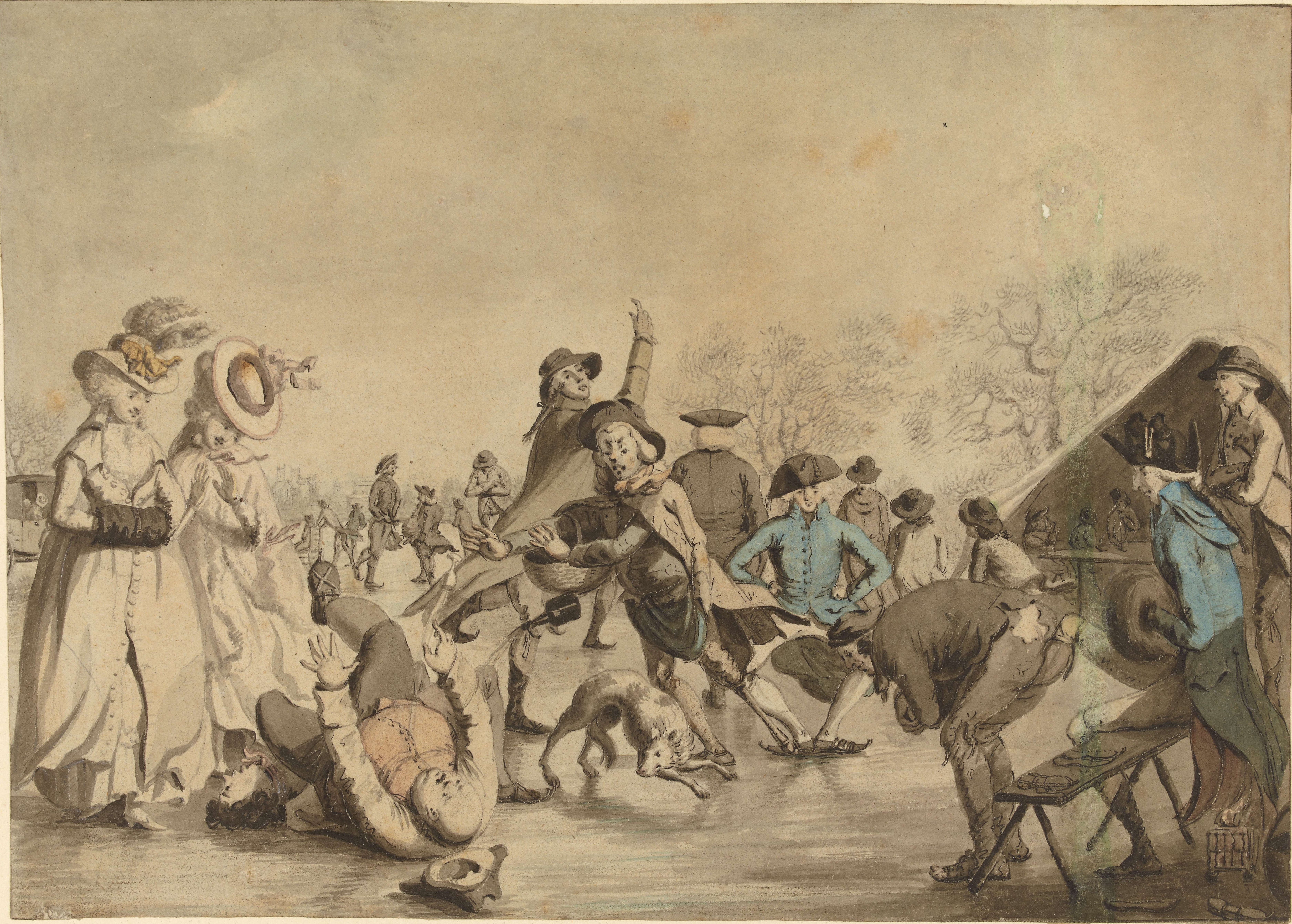
Катание на коньках в Гайд-парке

После того как Стюарт прибыл к заказчику для начала работы над портретом, Грант отметил, что «из-за чрезмерной холодности погоды… день лучше подходит для катания, чем для просиживания за моим портретом». Катание на коньках по льду было введено в английскую моду в 1660-х годах при монархах династии Стюартов, однако все возможные телодвижения были кодифицированы для соответствия стандартам правильного поведения. Первый ледовый клуб был создан в 1742 году в Эдинбурге, ставшем столицей фигуристов Великобритании. Примечательно, что в конце XVII — начале XVIII века катание на коньках было в основном времяпрепровождением лишь привилегированных джентльменов. Самым популярным и, следовательно, чрезвычайно оживлённым местом для катания был длинный канал в Сент-Джеймс-парке, идущий от Букингемского до Уайтхолльского дворца. Бенджамин Уэст, сам прекрасный фигурист, возможно, посоветовал Стюарту выбрать для катания озеро Серпентин в Гайд-парке к северо-западу от Букингемского дворца с видом на башни-близнецы Вестминстерского аббатства. Тем же утром художник и меценат поехали именно на это озеро. Когда они вышли на лед, Стюарт продемонстрировал несколько конькобежных движений, которые привлекли внимание восхищённой толпы. Однако лёд под ними начал трещать, и Стюарт попросил Гранта схватить его за фалды, после чего они благополучно выбрались на берег. По возвращении в студию Стюарт начал рисовать карандашом голову Гранта с натуры, чего он никогда раньше не делал. Затем Стюарт остановился и предложил Гранту композицию, вдохновлённую их приключениями на льду. Грант согласился, и Стюарт воспроизвёл его фигуру на холсте по памяти. Когда полотно ещё находилось в студии Уэста, его заприметил итальянский лексикограф Джузеппе Баретти, воскликнувший: «Какая очаровательная картина! Кто же этот великий художник? Только Уэст смог бы написать такое!». Увидев рядом Стюарта, он спросил у него: «Разве господин Уэст позволяет вам прикасаться к его картине?», и, когда Стюарт сказал ему, что картина является его собственной работой, Баретти отметил, что она «так хороша, как будто сам господин Уэст писал её».

## Описание

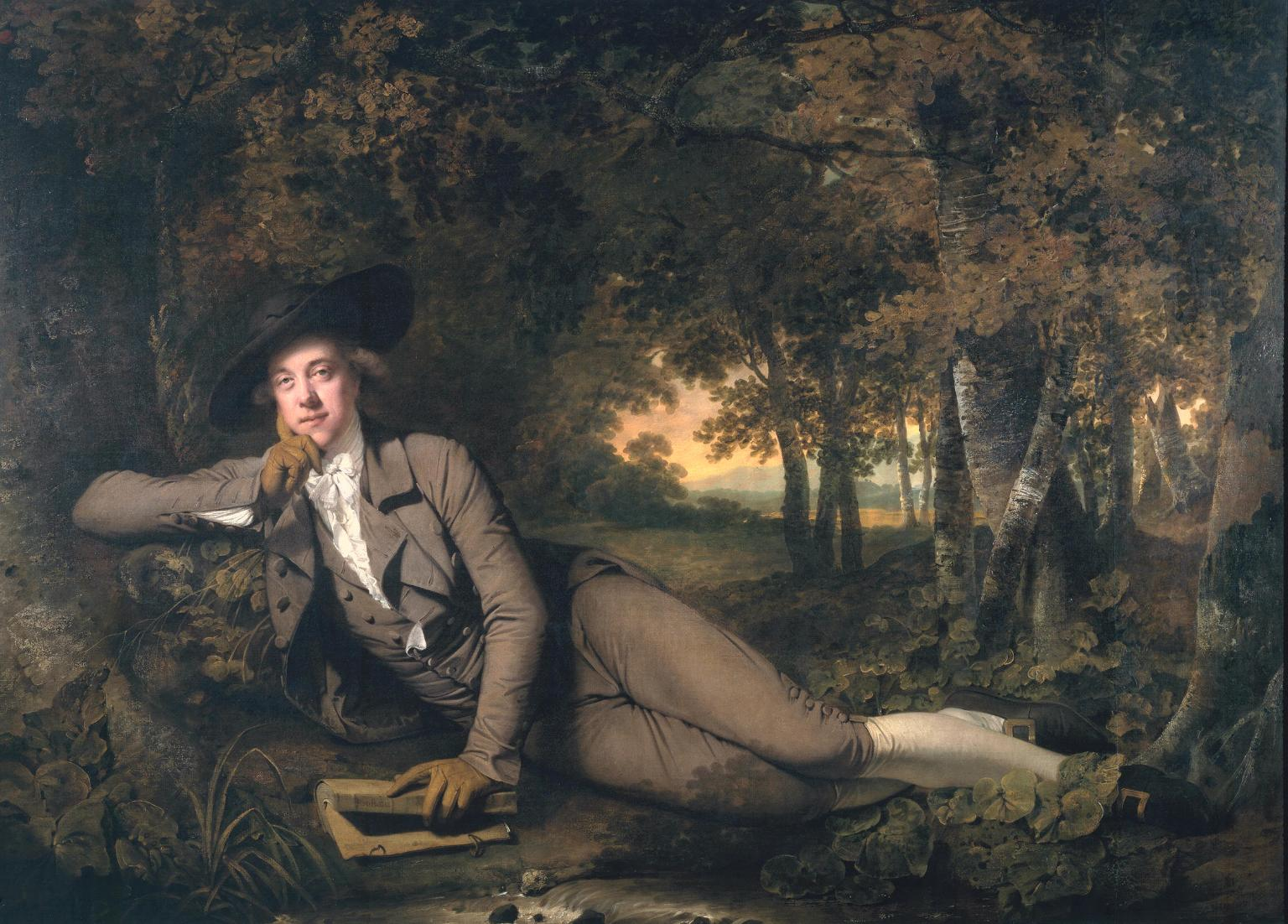
«Сэр Брук Бутби» кисти Джозефа Райта

Картина написана маслом на холсте, а её размеры составляют 245,5 x 147,4 см (в раме — 274,3 x 177,2 x 9,5 см). Господствующим элементом полотна является фигура Гранта, будто в реальности движущегося на коньках по замёрзшему озеру от правого к левому краю полотна. Грант беспечно скрестил руки на груди: такая манера была характерна для конькобежцев того времени. Стюарт намеренно отошёл от жанра «торжественного» портрета, изобразив Гранта во время движения, а не в статичной формальной позе. Драматизм работы усиливается за счет особого приёма, применённого Стюартом в изображении Гранта и заключающегося в том, что зритель как будто смотрит на конькобежца с нижней точки зрения, что, вероятно, было подсмотрено художником на портретах времён «большого стиля» эпохи барокко. В то же время поза скрещённых ног Гранта является почти зеркальным отражением композиции статуи Аполлона Бельведерского, слепок которой находился в студии Уэста. Одежда Гранта говорит о его высоком социальном статусе и принадлежности к элите общества. Он одет в пальто из чёрного бархата с модными серыми меховыми отворотами. Вокруг шеи у Гранта обёрнут белый платок, а руки обрамлены белыми же манжетами и одеты в коричневые перчатки. Ноги его обуты в элегантные облегающие бриджи и ботинки, к которым с помощью тонких чёрных кожаных ремней прикреплены лезвия коньков. На голове — сильно наклонённая на бок шляпа с серебряными пряжками, которую художник писал со своей. Задний план заполнен зимним пейзажем в сдержанных тонах, частью которого являются деревья и катающиеся вдали фигуристы. На линии горизонта виден Лондон, в частности Вестминстерское аббатство. Чёрно-белая фигура Гранта с единственным ярким пятном на картине — румяными от мороза щеками — контрастирует с фоном и как бы делит полотно на две непохожие друг на друга части: с правой стороны полы пальто почти не колышутся, а на опушке возвышается большое голое дерево, под которым в спокойных позах стоят люди; с левой же стороны выдающийся локоть Гранта вторит трепещущим от порывов ветра полам пальто вблизи активно двигающихся конькобежцев в разноцветных жилетках и треуголках. Страсть к катанию на коньках объединяла лондонцев, принадлежащим к разным социальным классам, и на их фоне аристократичный Грант выглядит как единственный джентльмен на озере. Лёгкость мазков и успешность в размещении большой человеческой фигуры на фоне пейзажа свидетельствует о художественных достоинствах картины, которая может быть композиционно сравнима с портретами на фоне природы работы Томаса Гейнсборо. Недаром около века спустя некоторые критики даже ошибочно приписывали картину «Конькобежец» кисти самого Гейнсборо. Возможно, что при работе Стюарт вдохновлялся портретом «Сэр Брук Бутби» кисти Джозефа Райта, выставлявшимся в 1781 году в Королевской академии. Об этом можно судить по тому, что у персонажей обеих картин перекошенная улыбка, а одеты они в одинаково тёмную одежду и широкополые шляпы. Однако нельзя исключать и того предположения, что Стюарт, будучи меланхоликом, писал картину как проекцию своих собственных психологических недугов, ввиду того, что сюжет на зимнюю тему не просто привносит на полотно мрачную тональность, но и создаёт условия для меланхолической рефлексии героя, гения, человека, чье превосходство и одарённость превозносят его над остальным человечеством.

## Восприятие

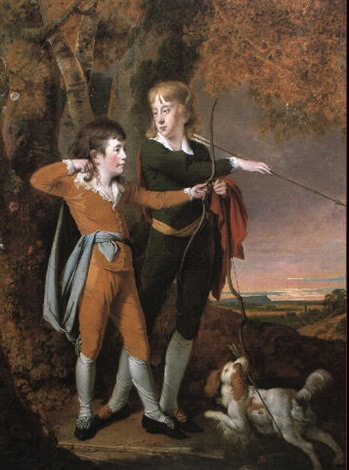
«Юные джентльмены в образе лучников» кисти Джозефа Райта

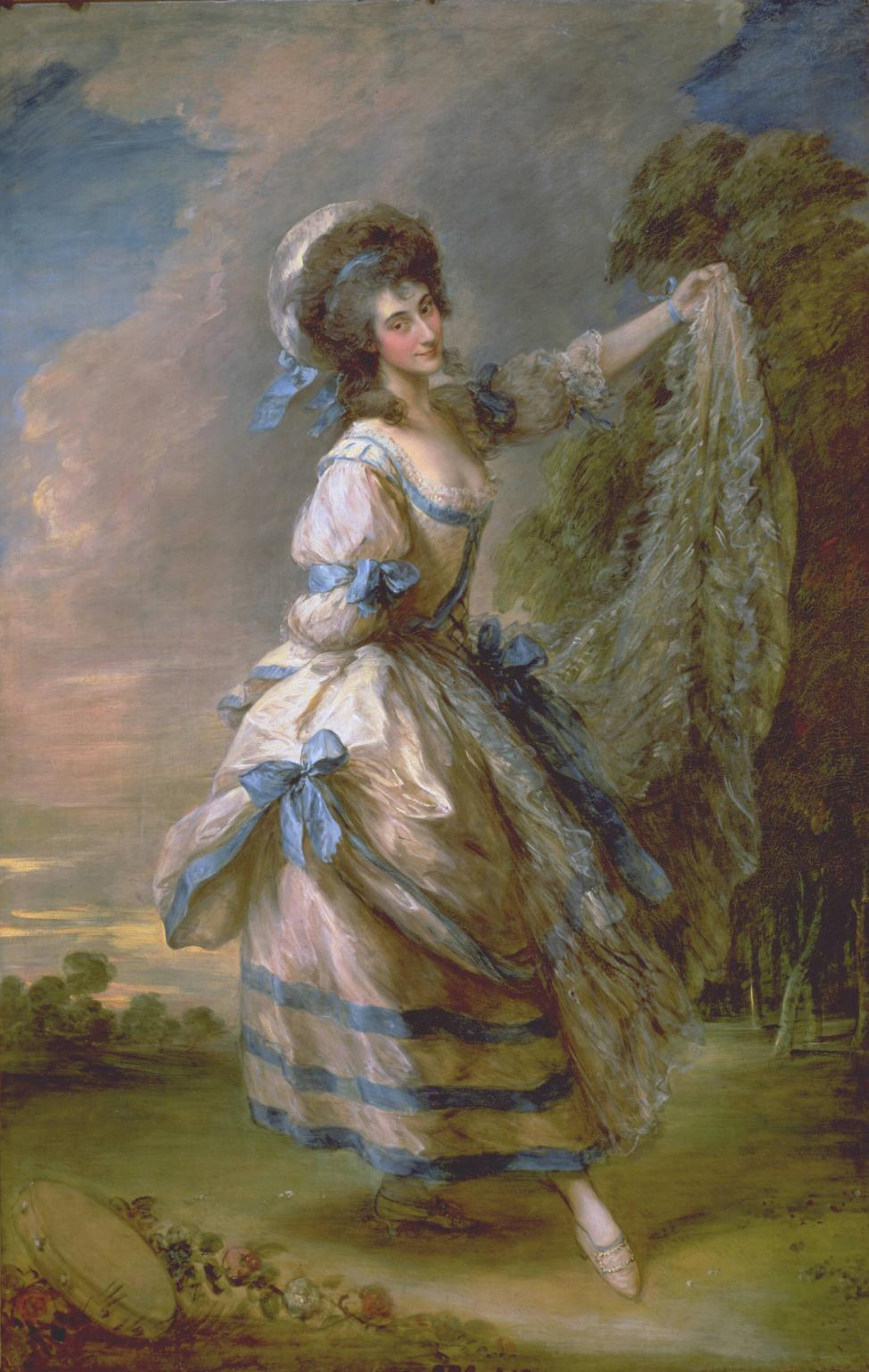
«Джованна Бачелли» кисти Томаса Гейнборо

На выставке Королевской академии в 1782 году картину ждал триумф: она была немедленно оценена за художественную смелость, оригинальность и необычность темы. Благодаря весьма необычному изображению человека в движении во весь рост, этому полотну уделялось много внимания, да и к тому же тема катания на коньках, часто встречающаяся в жанровых картинах, никогда не фигурировала на портретах такого размера. При создании своих картин Стюарт мыслил стратегически и сознательно шёл на то, чтобы работа завладела сознанием зрителя. Для того, чтобы добиться хорошего места на выставке Королевской академии, некоторые художники самостоятельно искали информацию о том, какие работы предложат другие живописцы, или обращались к газетным критикам, проводившим неофициальные предварительные просмотры в студиях. Стюарту, возможно, стало известно, что рядом с его полотном будут висеть ещё две работы с изображением людей, находящихся в активных позах — «Юные джентльмены в образе лучников» Джозефа Райта и «Джованна Бачелли» Томаса Гейнсборо. В то время как на первой картине были изображены всего лишь играющие в лучников невинные молодые люди, на второй присутствовала танцующая на сцене молодая балерина со строгой осанкой. Внешне соответствовавшая нормам приличий, последняя картина была раскритикована за излишнюю сексуальность на фоне слухов о том, что Бачелли, будучи главной балериной Королевского театра в Хеймаркете, является любовницей герцога Дорсета. Сходство поз Гранта и Бачелли, предположительно, говорит о том, что Стюарт узнал о композиционной структуре портрета Гейнсборо и планировал превзойти все рядом соседствующие картины, не ставя при этом под сомнение моральную сторону своей работы. По поводу «Конькобежца» критик Джон Коллум писал, что «можно было бы подумать, что в портретной живописи на этой земле уже давно исчерпаны все варианты позиционного изображения одинокой фигуры, но в настоящее время выставляется катание на коньках, чего я не припомню раньше». Герцог Ратленд даже выбежал из академии для того, чтобы встретиться с Джошуа Рейнолдсом, и умолял его «пойти на выставку со мной, ибо там есть портрет, который Вы должны увидеть, так как он очаровывает каждого человека». Обычно скупой на похвалы Хорас Уоппол в своих заметках по поводу посещения выставки и вовсе оценил картину как «очень хорошую». На выставке она именовалась просто — «Джентльмен на коньках» (англ. A Gentleman Skating), и когда сам Грант пришёл посмотреть на работу, люди узнали в нём героя этого произведения и начали восклицать, что «это он, этот джентльмен», ввиду чего «этому джентльмену» пришлось ретироваться. «Конькобежец» стал первой работой Стюарта, принёсшей ему широкое признание и положившей начало его 12-летней карьере английского портретиста в одном ряду с Гейнсборо и Рейнолдсом, доказательством чего служат поступившие к художнику видные заказы, в том числе на написание серии портретов пятнадцати лондонских художников и граверов, и комиссии от представителей аристократии. Впоследствии Стюарт отмечал, что «вдруг стал известным благодаря лишь одной картине». В то же время период его учёбы у Уэста подошёл к концу, и в 1782 году Стюарт выехал из комнаты в доме наставника и благодаря своему успеху смог создать личную студию на Ньюмен-стрит, зарабатывая своим даром портретиста.

## Судьба
Картина передавалась по наследству от Уильяма Гранта его сыну Уильяму Гранту-младшему, затем его дочери Элизабет Грант, её сыну Чарльзу Стэплтону Пелхам-Клинтону, после этого его вдове Элизабет Гувер-Клинтон, затем её племяннице и приёмной дочери Джорджиане Элизабет Мэй Пелхам-Клинтон, которая в 1950 году продала работу Национальной галерее искусства в Вашингтоне. В настоящее время картина размещена в фонде коллекции Эндрю Меллона. В галерее также находятся многие портреты кисти Стюарта, написанные им после возвращения в США в 1793 году.

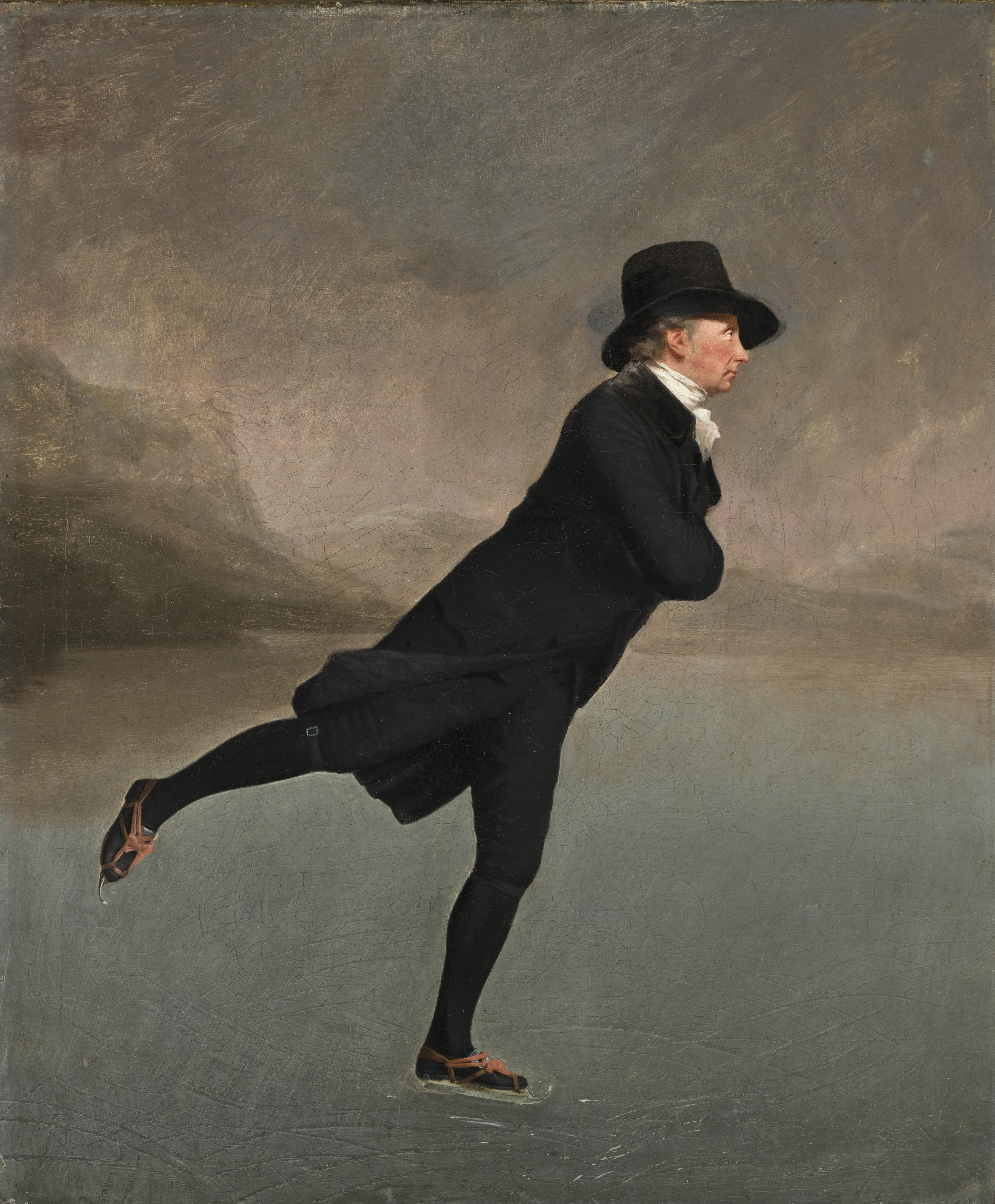
«Преподобный Роберт Уолкер, катающийся на коньках на озере Даддингстон» кисти Генри Реберна

## Выставочная история
В 1878 году лорд Чарльз Пелхам-Клинтон предоставил портрет деда своей жены в Королевской академии в рамках экспозиции работ старых мастеров и художников британской школы живописи. Впоследствии она неоднократно экспонировалась: 1946 год — галерея Тейт в Лондоне; 1963 год — Художественный музей Кливленда в Огайо; 1967 год — Национальная галерея искусства в Вашингтоне и Художественный музей школы дизайна Род-Айленда в Провиденсе; 1976 год — Художественная галерея Йельского университета в Нью-Хейвене и музей Виктории и Альберта в Лондоне; 1981 год — Музей искусств округа Лос-Анджелес и Национальная портретная галерея в Вашингтоне; 2001 год — Йельский центр британского искусства в Нью-Хейвене и Художественная коллекция и ботанический сад библиотеки Хантингтона в Сан-Марино; 2004 год — Метрополитен-музей в Нью-Йорке и Национальная галерея искусства в Вашингтоне.

## Влияние
По оценкам некоторых критиков, «Конькобежец» Стюарта, возможно, оказал влияние на живописца Генри Реберна, написавшего спустя несколько лет картину «Преподобный Роберт Уокер, катающийся на коньках на озере Даддингстон», считающуюся шедевром шотландского изобразительного искусства.